# 鹽崎站
鹽崎站（日语：／ Shiozaki eki */?）是屬於東日本旅客鐵道（JR東日本）中央本線的鐵路車站，位於日本山梨縣甲斐市。

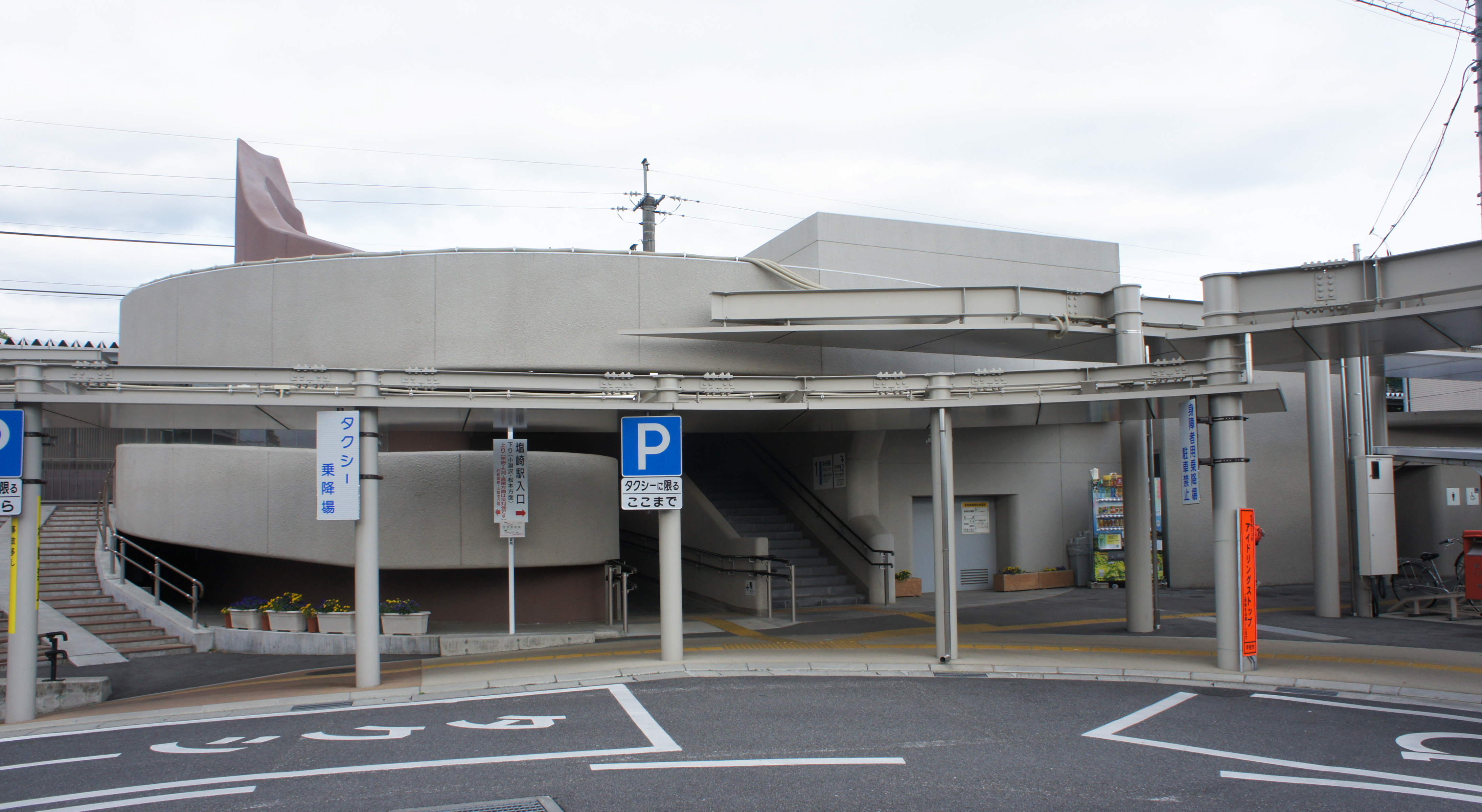
南口（2021年5月）

## 歷史
- 1951年（昭和26年）12月25日：開業，為日本國有鐵道的一個車站。
- 1987年（昭和62年）4月1日：國鐵分割民營化，成為東日本旅客鐵道的一個車站。
- 2014年（平成26年）10月8日：新站舍投入使用[1]。

## 車站結構

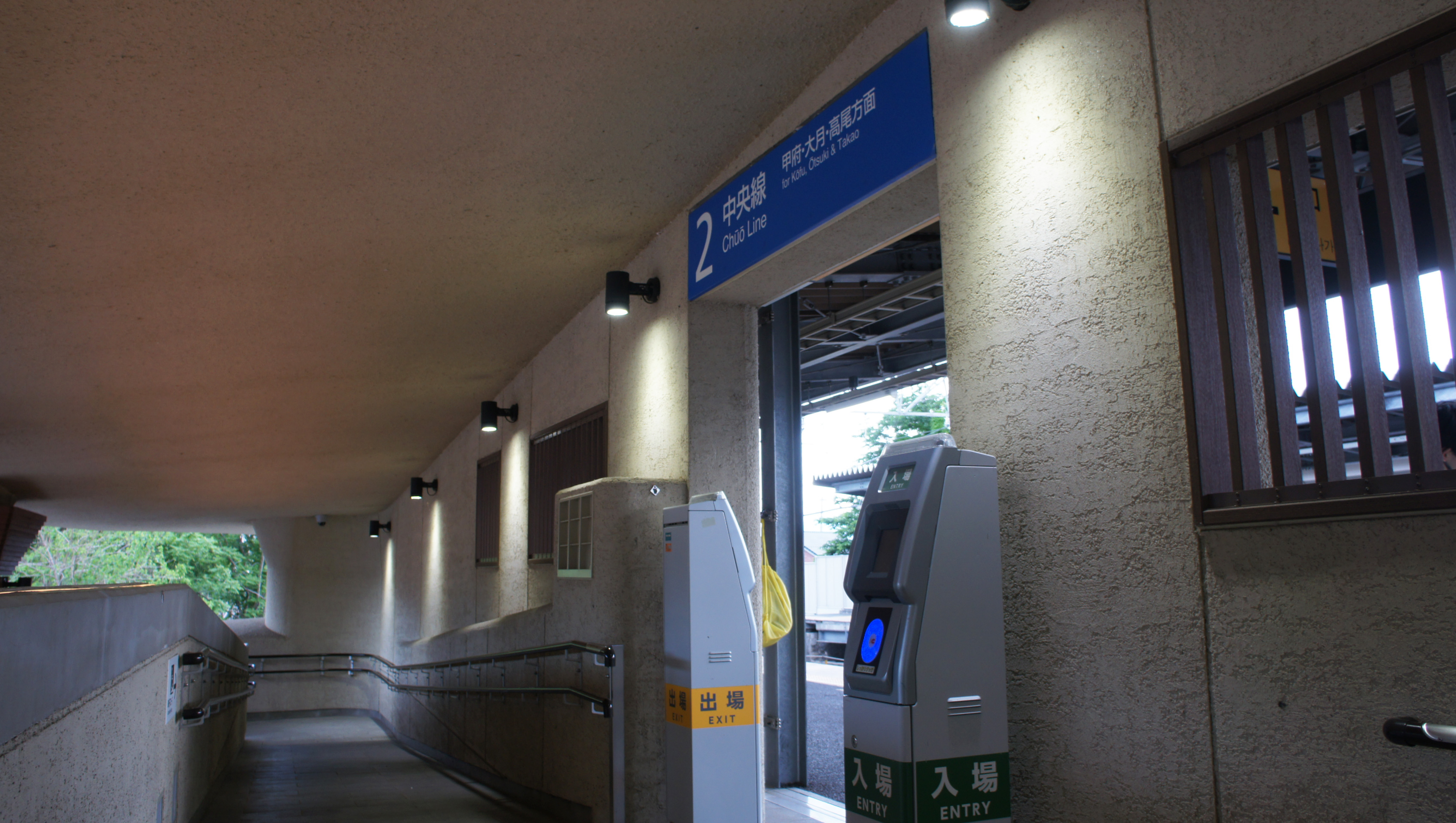
北驗票口（2021年5月）
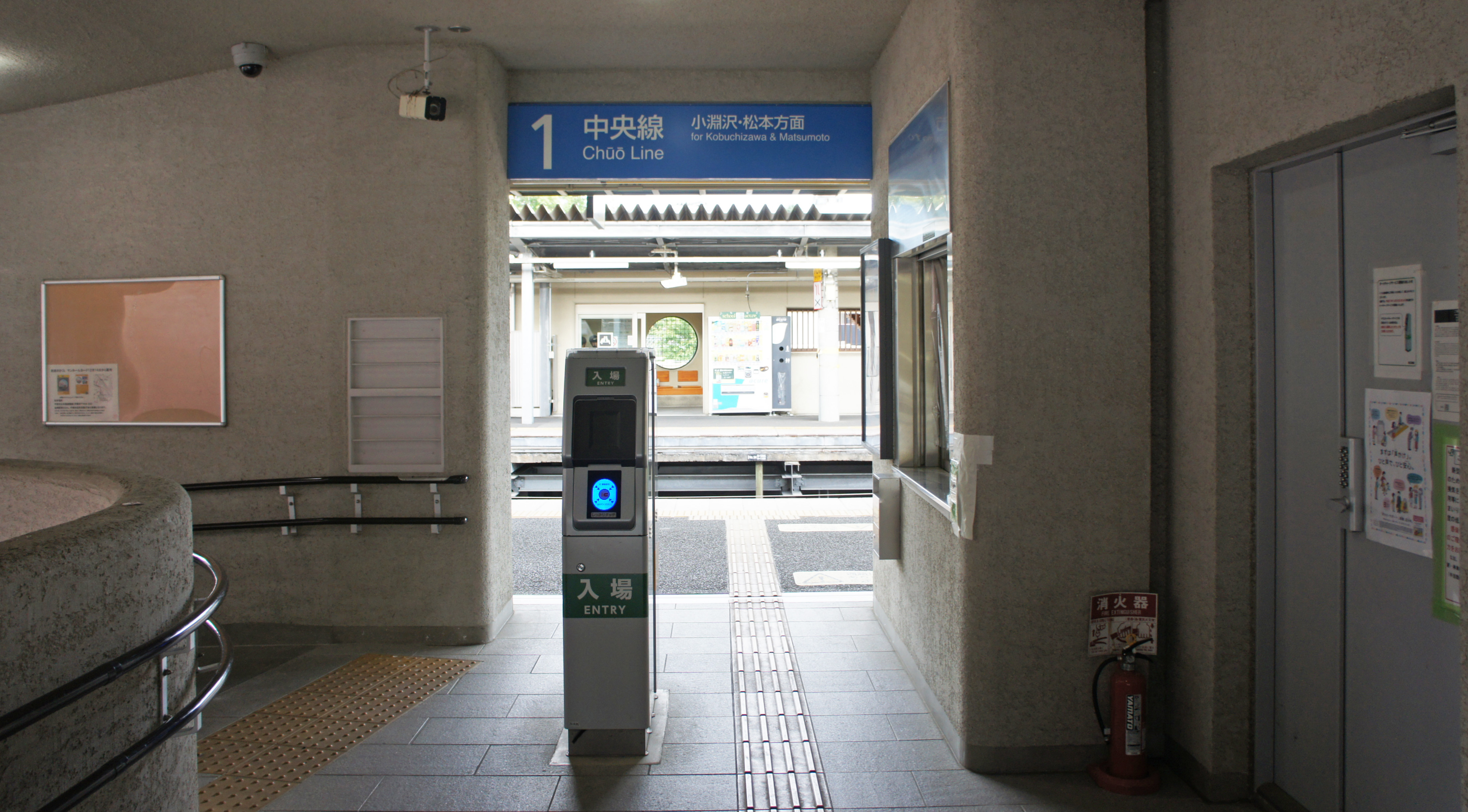
南驗票口（2021年5月）
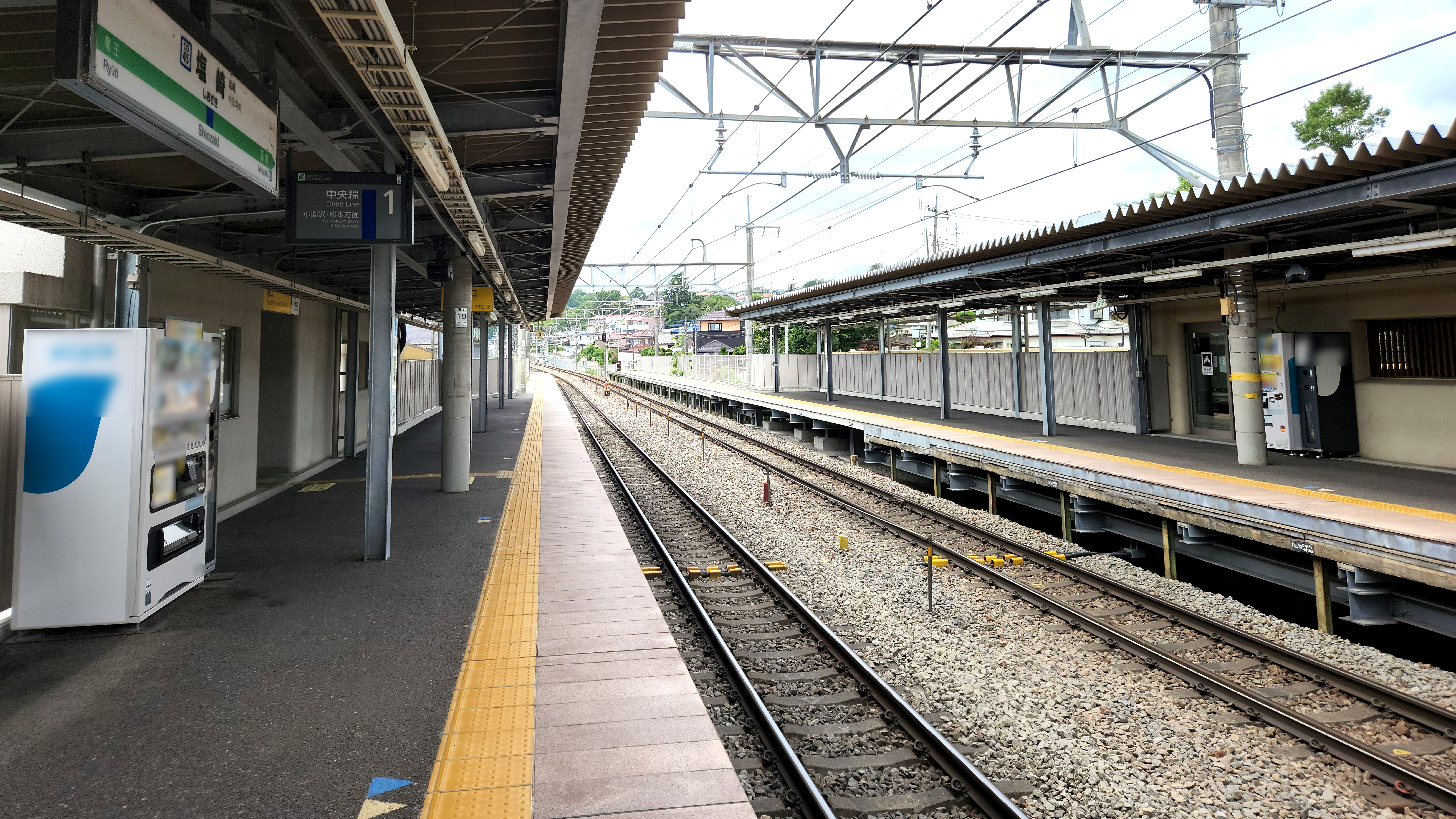
月台（2022年8月）

本站為側式月台2面2線的地面車站。

### 月台配置
| 月台 | 路線     | 方向 | 目的地   |
| ---- | -------- | ---- | -------- |
| 西側 | 中央本線 | 下行 | 韮崎方向 |
| 東側 | 中央本線 | 上行 | 甲府方向 |

（來源：JR東日本:車站構內圖（页面存档备份，存于））

## 使用情況
根據JR東日本，2019年度（令和元年度）1日平均上車人次為1,036人。
近年的推移如下表。
| 上車人次推移       | 上車人次推移     | 上車人次推移    |
| 年度               | 1日平均 上車人次 | 來源            |
| ------------------ | ---------------- | --------------- |
| 2000年（平成12年） | 1,037            | [ 利用客数 2 ]  |
| 2001年（平成13年） | 1,004            | [ 利用客数 3 ]  |
| 2002年（平成14年） | 994              | [ 利用客数 4 ]  |
| 2003年（平成15年） | 1,002            | [ 利用客数 5 ]  |
| 2004年（平成16年） | 1,002            | [ 利用客数 6 ]  |
| 2005年（平成17年） | 1,003            | [ 利用客数 7 ]  |
| 2006年（平成18年） | 1,022            | [ 利用客数 8 ]  |
| 2007年（平成19年） | 1,017            | [ 利用客数 9 ]  |
| 2008年（平成20年） | 1,025            | [ 利用客数 10 ] |
| 2009年（平成21年） | 1,097            | [ 利用客数 11 ] |
| 2010年（平成22年） | 1,120            | [ 利用客数 12 ] |
| 2011年（平成23年） | 1,119            | [ 利用客数 13 ] |
| 2012年（平成24年） | 1,114            | [ 利用客数 14 ] |
| 2013年（平成25年） | 1,123            | [ 利用客数 15 ] |
| 2014年（平成26年） | 1,103            | [ 利用客数 16 ] |
| 2015年（平成27年） | 1,111            | [ 利用客数 17 ] |
| 2016年（平成28年） | 1,112            | [ 利用客数 18 ] |
| 2017年（平成29年） | 1,120            | [ 利用客数 19 ] |
| 2018年（平成30年） | 1,056            | [ 利用客数 20 ] |
| 2019年（令和元年） | 1,036            | [ 利用客数 1 ]  |

## 车站周边
- 日本航空高等學校
- 甲斐市役所雙葉分廳舍
- 韮崎警察署甲斐分廳舍
  - 鹽崎駐在所
- 雙葉郵政局
- 山梨縣民信用組合雙葉支店

## 相鄰車站
東日本旅客鐵道（JR東日本）
 中央本線
龍王（CO 44）－鹽崎（CO 45）－韮崎（CO 46）

### 使用情況
1. 1 2  . 東日本旅客鉄道.   [2020-07-10]. （原始内容存档于2020-07-10）.
2. ↑  . 東日本旅客鉄道.   [2019-04-18]. （原始内容存档于2019-03-27）.
3. ↑  . 東日本旅客鉄道.   [2019-04-18]. （原始内容存档于2019-03-27）.
4. ↑  . 東日本旅客鉄道.   [2019-04-18]. （原始内容存档于2019-03-27）.
5. ↑  . 東日本旅客鉄道.   [2019-04-18]. （原始内容存档于2019-03-27）.
6. ↑  . 東日本旅客鉄道.   [2019-04-18]. （原始内容存档于2019-03-27）.
7. ↑  . 東日本旅客鉄道.   [2019-04-18]. （原始内容存档于2019-03-27）.
8. ↑  . 東日本旅客鉄道.   [2019-04-18]. （原始内容存档于2019-03-27）.
9. ↑  . 東日本旅客鉄道.   [2019-04-18]. （原始内容存档于2019-04-02）.
10. ↑  . 東日本旅客鉄道.   [2019-04-18]. （原始内容存档于2019-03-27）.
11. ↑  . 東日本旅客鉄道.   [2019-04-18]. （原始内容存档于2019-03-27）.
12. ↑  . 東日本旅客鉄道.   [2019-04-18]. （原始内容存档于2019-03-27）.
13. ↑  . 東日本旅客鉄道.   [2019-04-18]. （原始内容存档于2019-03-27）.
14. ↑  . 東日本旅客鉄道.   [2019-04-18]. （原始内容存档于2019-03-27）.
15. ↑  . 東日本旅客鉄道.   [2019-04-18]. （原始内容存档于2016-04-04）.
16. ↑  . 東日本旅客鉄道.   [2019-04-18]. （原始内容存档于2019-03-27）.
17. ↑  . 東日本旅客鉄道.   [2019-04-18]. （原始内容存档于2019-03-23）.
18. ↑  . 東日本旅客鉄道.   [2019-04-18]. （原始内容存档于2017-07-29）.
19. ↑  . 東日本旅客鉄道.   [2019-04-18]. （原始内容存档于2018-07-06）.
20. ↑  . 東日本旅客鉄道.   [2019-07-10]. （原始内容存档于2019-07-05）.

## 外部連結
- 車站資訊（鹽崎）：東日本旅客鐵道